# Польська Екстраліга з хокею 2006—2007
Чемпіонат Польщі з хокею 2007 — 72-ий чемпіонат Польщі з хокею, чемпіоном став клуб Подгале (Новий Тарг).

## Попередній раунд
| М   | Команда               | І  | В  | ВО | Н | ПО | П  | Ш      | О  |
| --- | --------------------- | -- | -- | -- | - | -- | -- | ------ | -- |
| 1.  | ГКС Тихи              | 18 | 12 | 1  | 3 | 0  | 2  | 89:40  | 41 |
| 2.  | Сточньовець (Гданськ) | 18 | 11 | 0  | 3 | 0  | 4  | 82:45  | 36 |
| 3.  | Краковія Краків       | 18 | 9  | 2  | 3 | 0  | 5  | 78:52  | 33 |
| 4.  | Подгале (Новий Тарг)  | 18 | 10 | 0  | 1 | 0  | 5  | 75:47  | 33 |
| 5.  | Заглембє Сосновець    | 18 | 8  | 0  | 1 | 2  | 7  | 59:56  | 27 |
| 6.  | ТКХ «Торунь»          | 18 | 7  | 2  | 1 | 1  | 7  | 55:57  | 27 |
| 7.  | Напшуд Янув           | 18 | 6  | 1  | 0 | 2  | 9  | 55:68  | 22 |
| 8.  | КТХ Криниця           | 18 | 5  | 0  | 3 | 1  | 9  | 34:66  | 19 |
| 9.  | Унія (Освенцім)       | 18 | 5  | 0  | 0 | 1  | 12 | 52:70  | 16 |
| 10. | КХ Сянок              | 18 | 1  | 2  | 2 | 0  | 14 | 36:114 | 9  |

Скорочення: М = підсумкове місце, І = ігри, В = перемоги, ВО = перемоги в овертаймі, Н = перемога за неявку, ПО = поразки в овертаймі, П = поразки, Ш = закинуті та пропущені шайби, О = набрані очки

## Фінальний раунд
| М  | Команда               | І  | В  | ВО | Н | ПО | П  | Ш       | О  |
| -- | --------------------- | -- | -- | -- | - | -- | -- | ------- | -- |
| 1. | Краковія Краків       | 38 | 21 | 3  | 3 | 0  | 11 | 140:94  | 72 |
| 2. | ГКС Тихи              | 38 | 19 | 1  | 1 | 4  | 10 | 152:100 | 67 |
| 3. | Сточньовець (Гданськ) | 38 | 18 | 2  | 4 | 1  | 13 | 147:120 | 63 |
| 4. | Подгале (Новий Тарг)  | 38 | 18 | 1  | 5 | 1  | 13 | 140:103 | 62 |
| 5. | Заглембє Сосновець    | 38 | 17 | 0  | 3 | 3  | 15 | 109:109 | 57 |
| 6. | ТКХ «Торунь»          | 38 | 14 | 4  | 1 | 1  | 18 | 110:131 | 52 |

Скорочення: М = підсумкове місце, І = ігри, В = перемоги, ВО = перемоги в овертаймі, Н = перемога за неявку, ПО = поразки в овертаймі, П = поразки, Ш = закинуті та пропущені шайби, О = набрані очки

## Кваліфікація
| М   | Команда         | І  | В  | ВО | Н | ПО | П  | Ш       | О  |
| --- | --------------- | -- | -- | -- | - | -- | -- | ------- | -- |
| 7.  | Унія (Освенцім) | 36 | 18 | 1  | 1 | 1  | 15 | 127:109 | 58 |
| 8.  | Напшуд Янув     | 36 | 14 | 2  | 1 | 2  | 17 | 116:132 | 49 |
| 9.  | КТХ Криниця     | 36 | 11 | 2  | 4 | 4  | 15 | 96:130  | 45 |
| 10. | КХ Сянок        | 36 | 4  | 3  | 0 | 2  | 27 | 81:195  | 20 |

Скорочення: М = підсумкове місце, І = ігри, В = перемоги, ВО = перемоги в овертаймі, Н = перемога за неявку, ПО = поразки в овертаймі, П = поразки, Ш = закинуті та пропущені шайби, О = набрані очки

## Бомбардири
| Гравець           | Клуб                  | Г  | П  | О  |
| ----------------- | --------------------- | -- | -- | -- |
| Ярослав Розанські | Подгале (Новий Тарг)  | 32 | 28 | 60 |
| Мар'ян Качир      | Подгале (Новий Тарг)  | 24 | 32 | 56 |
| Лешек Ляшкевич    | Краковія Краків       | 27 | 28 | 55 |
| Зденек Юрасек     | Сточньовець (Гданськ) | 15 | 34 | 49 |
| Адріан Пажишек    | ГКС Тихи              | 25 | 21 | 46 |

## Нагороди
- Найкращий польський гравець Ярослав Розанські (Подгале (Новий Тарг))
- Найкращий іноземний гравець Любош Зетік (КХ Сянок)
- Найкращий молодий гравець Аркадіуш Мармурович (ТКХ «Торунь»)
- Найкращий тренер Генрик Заброцькі (Сточньовець (Гданськ))

## Плей-оф

### Чвертьфінали
- Краковія Краків — Напшуд Янув 3:0 (8:2, 4:3 ОТ, 9:3)
- ГКС Тихи — Унія (Освенцім) 3:0 (5:2, 5:3, 4:2)
- Сточньовець (Гданськ) — ТКХ «Торунь» 3:2 (2:3 Б, 4:3, 6:2, 2:4, 4:0)
- Подгале (Новий Тарг) — Заглембє Сосновець 3:0 (9:0, 3:2 ОТ, 7:4)

### Півфінали 1 - 4 місця
- Краковія Краків — Подгале (Новий Тарг) 3:4 (0:4, 4:2, 2:4, 3:1, 6:1, 0:1, 2:3 Б)
- ГКС Тихи — Сточньовець (Гданськ) 4:3 (8:3, 5:1, 8:1, 2:7, 2:3 ОТ, 2:3, 8:3)

### Півфінали 5 - 8 місця
- Заглембє Сосновець — Напшуд Янув 3:0 (5:2, 3:1, 7:0)
- ТКХ «Торунь» — Унія (Освенцім) 3:1 (4:3, 3:1, 2:3 ОТ, 6:0)

### Фінал
- ГКС Тихи — Подгале (Новий Тарг) 1:4 (1:2, 0:2, 4:3 Б, 1:2, 1:4)

### Матч за 3 місце
- Краковія Краків — Сточньовець (Гданськ) 3:1 (3:0, 3:1, 3:5, 8:4)

### Матч за 5 місце
- Заглембє Сосновець — ТКХ «Торунь» 2:0 (3:1, 5:1)

### Матч за 7 місце
- Унія (Освенцім) — Напшуд Янув 2:0 (7:4, 6:3)

### Матч за 9 місце
- КТХ Криниця — КХ Сянок 1:4 (4:5 Б, 0:5, 3:5, 3:1, 1:3)

## Бомбардири (плей-оф)
1. Лешек Ляшкевич (Краковія Краків) 18 очок (9 + 9)
2. Дам'ян Слабонь (Краковія Краків) 18 очок (8 + 10)

## І Ліга
| М  | Команда           | І  | В  | ВО | Н | ПО | П  | Ш       | О  |
| -- | ----------------- | -- | -- | -- | - | -- | -- | ------- | -- |
| 1. | Полонія Битом     | 35 | 29 | 0  | 0 | 0  | 6  | 200:67  | 87 |
| 2. | ГКС (Ястшембе)    | 35 | 27 | 1  | 2 | 0  | 5  | 198:69  | 85 |
| 3. | ГКС Катовіце      | 35 | 20 | 0  | 4 | 1  | 9  | 154:115 | 64 |
| 4. | СМС (Сосновець)   | 35 | 14 | 2  | 3 | 1  | 14 | 120:123 | 48 |
| 5. | Легія (Варшава)   | 35 | 14 | 1  | 0 | 0  | 20 | 119:129 | 44 |
| 6. | ММКС (Новий Тарг) | 35 | 7  | 1  | 3 | 2  | 22 | 86:182  | 30 |
| 7. | Орлік (Ополе)     | 35 | 1  | 1  | 0 | 2  | 31 | 61:253  | 7  |

## Плей-оф (І Ліга)

### Півфінали (І Ліга)
- Полонія Битом — Легія (Варшава) 3:0 (9:1, 9:3, 5:0)
- ГКС (Ястшембе) — ГКС Катовіце 3:2 (3:2 ОТ, 3:1, 4:5 Б, 1:2 ОТ, 2:1 Б)

### Матч за 3 місце (І Ліга)
- ГКС Катовіце — Легія (Варшава) 2:0 (7:1, 6:4)

### Фінал (І Ліга)
- Полонія Битом — ГКС (Ястшембе) 3:2 (3:2, 2:3, 1:2, 4:2, 3:2)